# Anniesland Court

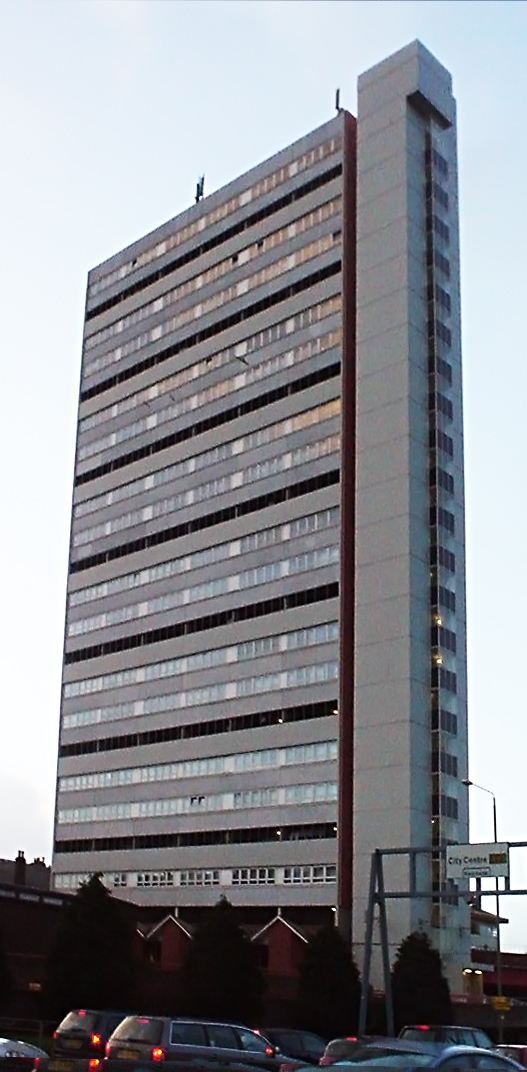
Anniesland Court

Anniesland Court ist ein Hochhaus in der schottischen Stadt Glasgow. 1996 wurde das Bauwerk als Einzeldenkmal in die schottischen Denkmallisten zunächst in der höchsten Denkmalkategorie A aufgenommen.

## Geschichte
Für den Entwurf des Anniesland Court zeichnet der schottische Architekt John „Jack“ Charles Holmes als Inhaber von Jack Holmes & Partners verantwortlich. Im Juni 1966 wurde Holmes’ Entwurf angenommen und der Bau noch im selben Jahr begonnen. Der 1968 fertiggestellte Bau besteht aus dem 23-stöckigen Turm und einem an der Südseite vorgelagerten Flachbau. Letzterer wurde 1985 überarbeitet.

## Beschreibung
Der Anniesland Court steht an der Kreuzung der Bearsden Road mit der Great Western Road (A82) im nordwestlichen Glasgower Distrikt Anniesland. Architektonisch bestehen Parallelen zum später erbauten Trellick Tower in London. Beide Wohnhochhäuser sind stilistisch dem Brutalismus zuzurechnen und verfügen über separate Servicetürme mit Aufzugsschächten und Treppenhäusern.
Ursprünglich beherbergte der Anniesland Court 126 Wohnungen, 84 Dreiraum-Wohnungen und 42 Einraumwohnungen. In dem vorgelagerten Flachbau sind ein Einkaufszentrum und eine Bibliothek untergebracht.